# Von Renteln

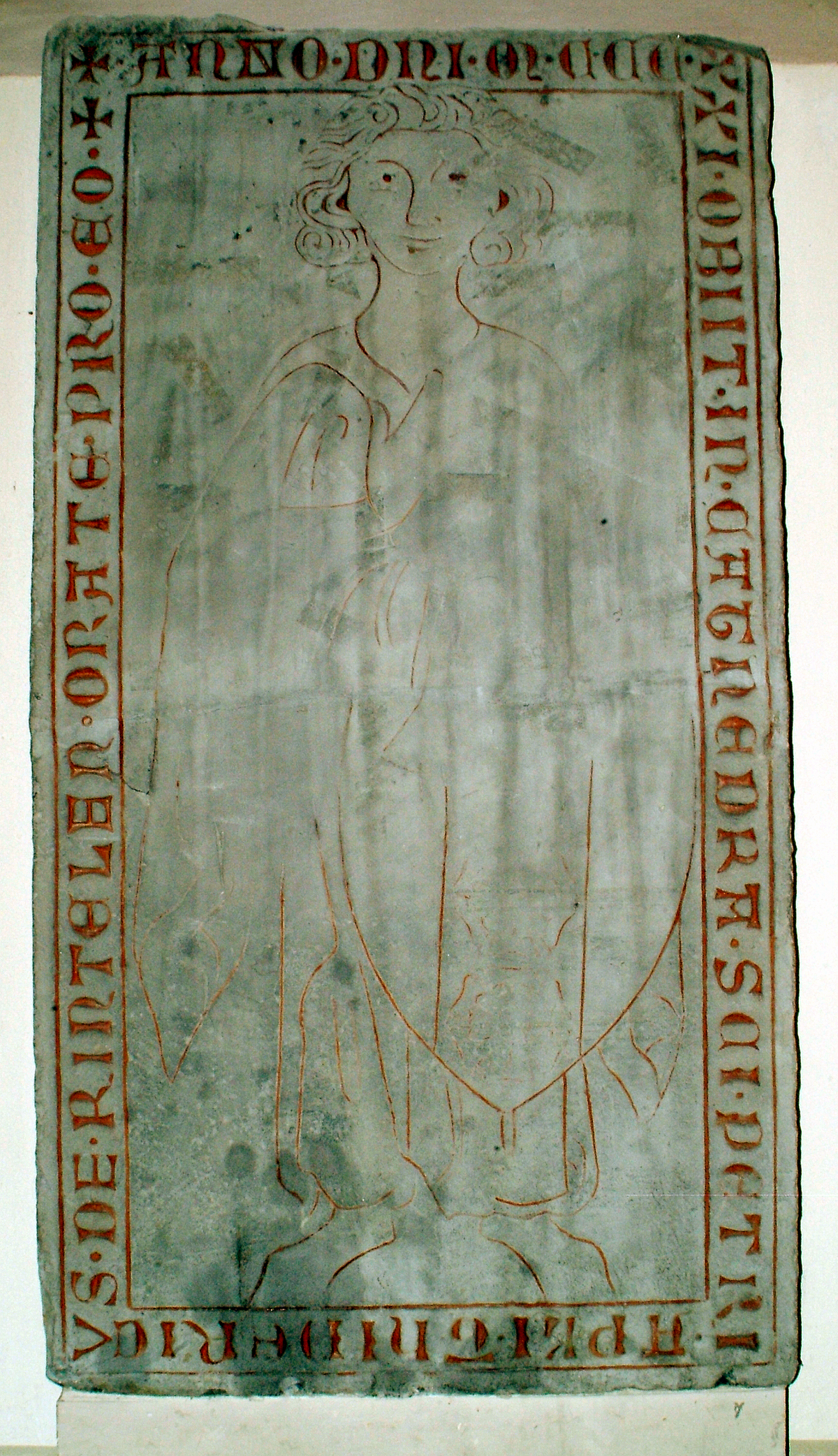
Gravplattan för Thidericus de Rintelen i Kreuzkirche är den äldsta bevarade i staden Hannover

von Renteln är en balttysk friherrlig adelsätt med rötter i Hannover redan under 1200-talet. Denna familj tillhörde även det senmedeltida patriciatet i Hansastaden Lübeck under namnet von Rentelen och var en del av de ansedda familjerna inom Zirkelgesellschaft. Från Lübeck spred sig familjen vidare och blev det äldsta kända stadsätten i Reval (nuvarande Tallinn) i Estland, där de senare blev en del av ridderskapet.  

## Historia
I ett länsregister från år 1304 omnämns de tre bröderna Adolfus, Thidericus (även känd som Dietrich) och Hermannus de Rintelen som ägare till tre gårdar i byn Ihme-Roloven strax utanför Hannover. Dokumenten i Hannovers stadshistoriska arkiv bekräftar Adolfus närvaro redan år 1297, medan Hermannus först dokumenteras år 1299.
Dietrich von Rintelen, som tjänade både som rådsherre och stadshövding, utmärker sig som den mest framträdande bland bröderna. Efter Dietrichs död överlämnade hans änka, Gertrud, tillsammans med deras två söner, Johannes och Adolf, en årlig inkomst från en äng nära Ricklingen till Sankt Nikolai sjukhus den 10 augusti 1329.
Ytterligare dokumentation avser ett beslut från Hannovers stadsråd den 7 januari 1369, angående en tvist som bröderna Johann och Dietrich von Rinteln hade fört fram i Danzig mot en viss Friedrich Lange.
Familjen von Rinteln, även känd under namnvariationen von Rintelen, fortsätter att nämnas i Hannovers borgarböcker, "Liber burgensium", fram till omkring år 1500.
Under 1300-talet återvände familjen till Lübeck från Östersjöregionen, representerade av Henning von Rentelen, ursprungligen från Riga. Hans son, även han kallad Henning von Rentelen, valdes till borgmästare i Lübeck och blev medlem i den ansedda Zirkelgesellschaft. Familjen von Rentelen är flerfaldigt representerad bland Lübecks rådsherrar ända in i 1500-talet. Deras familjegrav finns i Maria-Magdalena kyrkan i Lübeck, där Henning von Rentelen donerade både Katharina-altaret vid korets södra sida och ett korfönster ovanför detta. Ingen särskild kapell nämns dock, men altaruppsatsen uppges ha innehållit fem helgonstatyer.
På 1780-talet tilldelades Eberhard von Renteln, en rysk kapten baserad i Tuula, det ärftliga ryska adelskapet. År 1786 registrerades hans änka, Anna von Renteln född von Rehbinder, i adelsboken för guvernementet Estland, vilket visar på familjens fortsatta höga status och inflytande även utanför Tyskland.

## Framträdande medlemmar av ätten
- Dietrich von Rintelen (1300-talet), rådsherre och stadshövding i Hannover
- Bertram von Rentelen († 1488), rådsherre i Lübeck
- Bertram von Rentelen († 1529), rådssekreterare i Lübeck
- Christian von Rentelen († 1431), rådsherre och flottbefälhavare i Lübeck, medgrundare av Zirkelbröderna-altaret
- Eberhard von Rentelen († 1520), rådsherre i Lübeck
- Henning von Rentelen (* omkring 1360–1406), borgmästare i Hansastaden Lübeck
- Michael von Rentelen 1462–1473, hjälpbiskop i Schwerin
- Friedrich Otto von Renteln († 1883), rysk militär, kapten i gendarmerikåren
- Friedrich Gottlieb von Renteln (1777–1858), godsägare i Viira, Põlva socken, Võrumaa 
  - Woldemar von Renteln (1815–1906), godsägare i Prääma, Paide socken, Järvamaa 
    - Karl Otto von Renteln (1853–1907 i Freiburg, Tyskland), läkare 
      - Jürgen von Renteln (1885 i Roosna-Alliku – 1961 i Oldenburg), läkare

    - Woldemar Georg von Renteln (1854–1909), läkare, godsägare i Prääma 
      - Karl Georg Arnold von Renteln (1892–), godsägare i Prääma
      - Georg Voldemar Evert von Renteln (1893–1947 i Novosibirsk), ägare av Prääma gods, rysk militär, officer i Baltiska bataljonen, befälhavare för det 8:e kosackkavalleriregementet
- Gotthard von Renteln (1632–1670), pastor i S:t Nikolaus församling [4]
  - Georg von Renteln (1664 i Tallinn – 1745)
    - Georg von Renteln (1712 på Roosna gods – 1764), rysk militär (artillerikapten i Tallinn)
      - Eberhard von Renteln (1752–1781), rysk militär (kapten), godsägare i Tuula, Keila socken, Harjumaa 
        - Georg von Renteln (1776–1863), rysk militär (major), godsägare i Verhovje 
          - Georg von Renteln (1810–1872), rysk militär (generalmajor), lantmarskalk i Nevels distrikt, Vitebsk guvernement
          - Adam Leonhard von Renteln (1826–1870), rysk militär (kapten i gardets dragonregemente)
          - Ludwig Adam Alexander von Renteln (1828–1882), godsägare i Sompa, Jõhvi socken
            - Rudolf Peter Georg von Renteln (1860–1906), tulltjänsteman i Kaluga guvernement
            - Peter Ludwig Alexander von Renteln (1864–1956), godsägare i Rahkla, Tärivere och Uhe i Virumaa
            - Otto Ernst August von Renteln (1867–1947), godsägare i Sompa
            - Konstantin von Renteln (1868–1937[5]), godsägare i Tärivere
            - Oswald von Renteln (1914-1997), nationalekonom
            - Wolfgang von Renteln-Kruse (1952-), professor i geriatrik och gerontologi

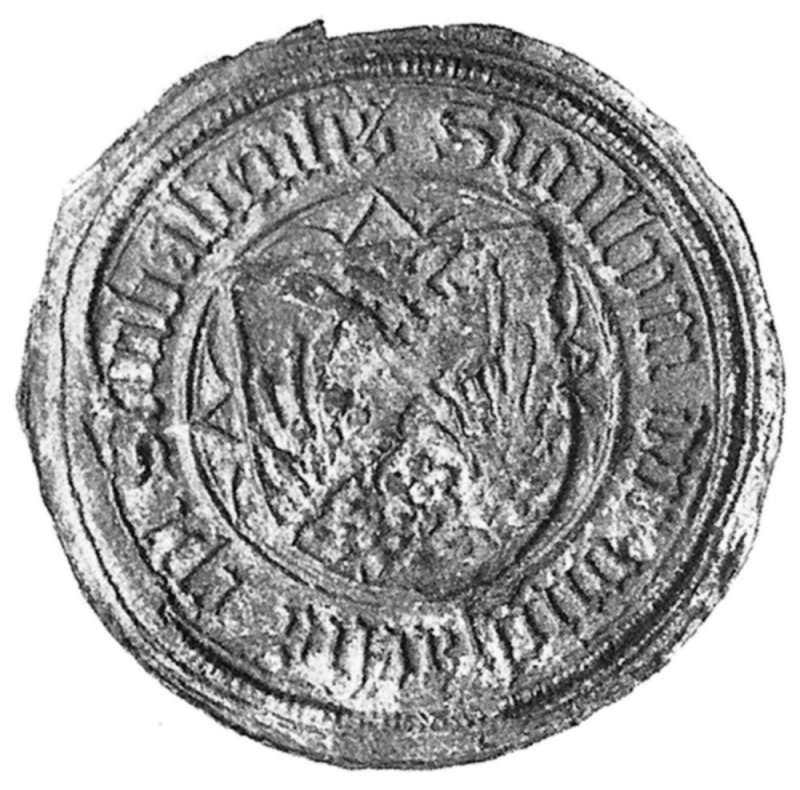
Ämbetssigill för Michael von Rentelen som titulärbiskop, 1472, innehållande också en ros, mellan ett par vingar
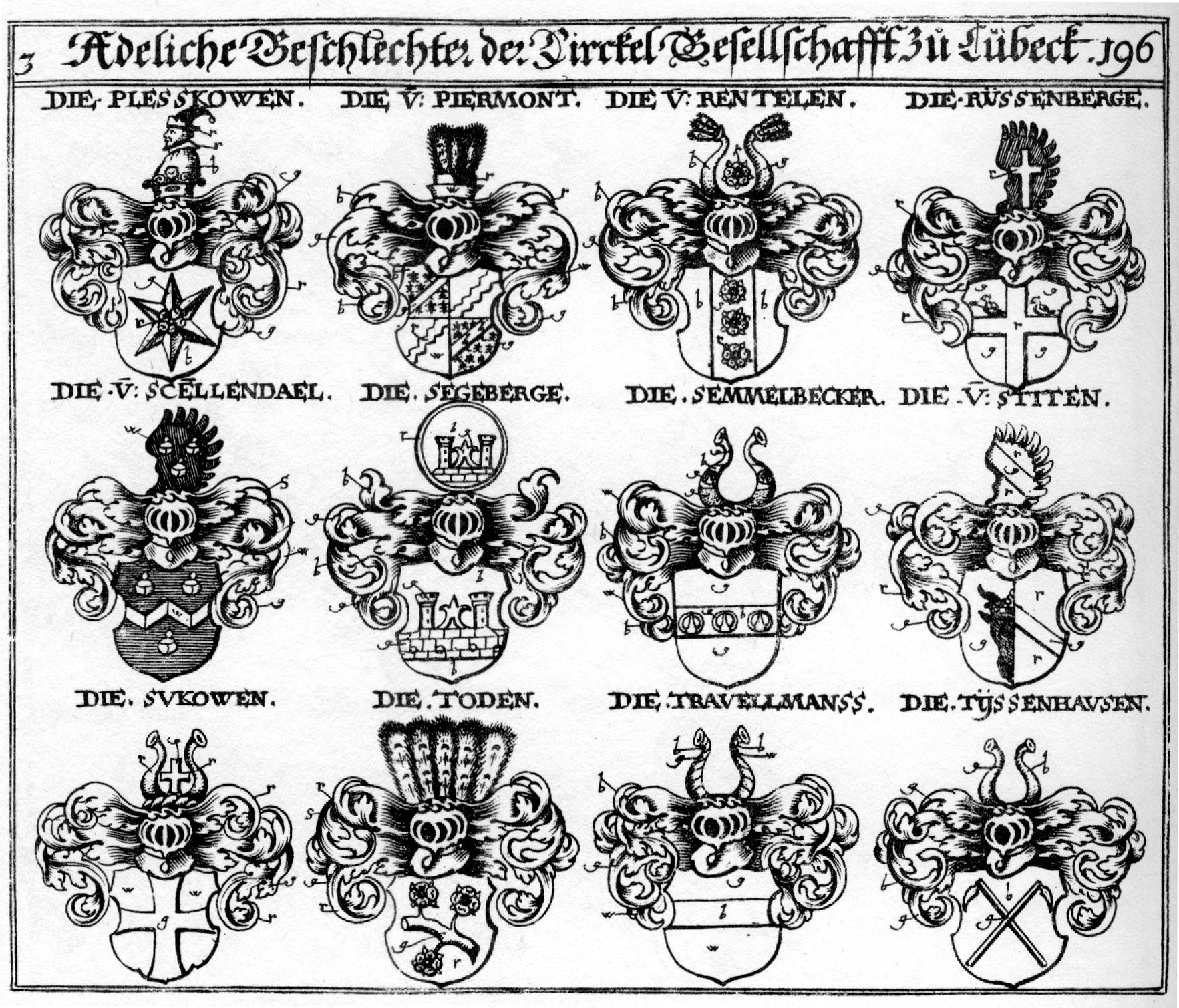
Vapensköldar för familjer som tillhör Zirkelgesellschaften (1703)
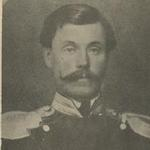
Ludwig Adam Alexander von Renteln